# مانیتور کلاس ام۱۵
مانیتور کلاس ام۱۵ (به انگلیسی: M15-class monitor) یک کلاس از کشتی است که طول آن ۱۷۷ فوت ۳ اینچ (۵۴٫۰۳ متر) می‌باشد.